# HNA Technology
HNA Technology Company Limited — китайская компания, основные интересы которой сосредоточены в сфере информационных технологий (в том числе облачных услуг и электронной коммерции), морских перевозок и логистики. Основана в 1992 году, входит в число крупнейших публичных компаний страны, штаб-квартира расположена в Тяньцзине.  

## История
Компания Tianjin Marine Shipping была основана в декабре 1992 года. Изначально занималась судоходным бизнесом, в 2015 году была переименована в Tianjin Tianhai Investment и занялась инвестициями и логистическими услугами; базировалась в экономической зоне Тяньцзиньского аэропорта. В феврале 2016 года Tianjin Tianhai как дочерняя структура хайнаньского конгломерата HNA Group приобрела за 6 млрд долларов американского дистрибьютора информационных продуктов и услуг Ingram Micro. В апреле 2018 года Tianjin Tianhai Investment сменила название на HNA Technology.
В 2018 — 2019 годах HNA Technology распродала часть своего грузового флота, в том числе несколько больших балкеров. После банкротства в 2021 году материнского конгломерата HNA Group, HNA Technology продала компанию Ingram Micro за 7,2 млрд долларов калифорнийской инвестиционной фирме Platinum Equity.

## Деятельность
- Информационные технологии (облачные услуги для логистического, транспортного и розничного секторов, услуги облачного маркетплейса и корпоративных финансов, маркетинг каналов продаж, онлайн-услуги по управлению цепями поставок)[11][12].
- Международные и внутренние морские контейнерные перевозки (в том числе регулярные рейсы в Южную Корею и Юго-Восточную Азию).
- Перевалка грузов в портах Цюаньчжоу, Шаньтоу, Шанхай, Циндао, Жичжао, Лункоу, Тяньцзинь и Инкоу.
- Складские услуги и автомобильные перевозки.
- Фрахтование и агентирование судов, подбор судовых команд.
- Международные экспедиторские услуги.
- Лизинг судов и контейнеров.
- Таможенное декларирование.
- Операции с недвижимостью.

## Акционеры
Крупнейшими акционерами HNA Technology являются государственная группа Hainan Traffic Administration Holding (30,5 %), шанхайская страховая компания Guohua Life Insurance (21,1 %) и компания Daxinhua Logistics Group (12,8 %).